# Mamadou Diakité
Mamadou Diakité (ur. 22 maja 1985 w Rosny-sous-Bois) – malijski piłkarz występujący na pozycji pomocnika. W reprezentacji Mali wystąpił jeden raz, w 2009 roku.